# Japońska Konfederacja Związków Zawodowych
Japońska Konfederacja Związków Zawodowych (jap. 日本労働組合総連合会), często jako RENGO (jap. 連合) – japońska centrala związkowa działająca od 1989.
RENGO jest stowarzyszona w Międzynarodowej Konfederacji Związków Zawodowych oraz Komitecie Doradczym Związków Zawodowych przy OECD.

## Historia
RENGO powstała w 1989 po zjednoczeniu central związkowych Japońskiej Konfederacji Pracy (Dōmei), Federacji Niezależnych Związków Zawodowych (Chūritsu Rōren ) i Krajowej Federacji Organizacji Przemysłowych (Shinsanbetsu). W 1990 do RENGO dołączyła również Rada Naczelna Związków Zawodowych Japonii (Sōhyō).
RENGO historycznie była powiązana z Partią Demokratyczną, ale 28 czerwca 2012 Przewodniczący Nobuaki Koga wygłosił przemówienie w siedzibie Partia Liberalno-Demokratyczna. W 2014 centrala w wyborach na guberantora Tokio poparła kandydata Partii Liberalno-Demokratycznej, Yoichi Masuzoe.
W 2019 związki zrzeszone w centrali liczyły łącznie 6 991 000 pracowników.